# Aureliano Otáñez
Aureliano Otáñez Martínez (* 18. Oktober 1911 in Paris; † 17. Januar 1975 in Caracas) war ein venezolanischer Jurist und Politiker. Er war von 1952 bis 1956 Minister für Auswärtige Angelegenheiten der Republik Venezuela.

## Leben
Otáñez wuchs in Paris auf und studierte an der dortigen Universität Jura und Sozialwissenschaften, in letztgenanntem Fach erhielt er 1937 die Promotion. Von 1938 bis 1945 war er Generalsekretär im venezolanischen Außenministerium. 1943 wurde er zusätzlich stellvertretender Direktor der Zentralbank von Venezuela, was er ebenfalls bis 1945 blieb.
Im Mai 1952 wurde er für wenige Monate Geschäftsträger der venezolanischen Botschaft in den Vereinigten Staaten. Am 6. Oktober 1952 wurde Otáñez vom neuen Präsidenten Marcos Pérez Jiménez zum Kanzler und Außenminister von Venezuela ernannt. Anschließend zog er sich zunächst aus der Politik zurück und lebte mit seiner Familie bis 1963 in Spanien.